# تونی بلاماسان
تونی بلاماسان (اسپانیایی: Toni Velamazán‎؛ زادهٔ ۲۲ ژانویهٔ ۱۹۷۷) بازیکن فوتبال اهل اسپانیا بود.
از باشگاه‌هایی که در آن بازی کرده‌است می‌توان به باشگاه فوتبال بارسلونا بی، باشگاه فوتبال آلمریا، باشگاه فوتبال آلباسته بالومپیه، باشگاه فوتبال رئال اویدو، باشگاه فوتبال بارسلونا، و باشگاه فوتبال اسپانیول اشاره کرد.
وی همچنین در تیم‌های ملی فوتبال زیر ۱۶ سال اسپانیا، زیر ۱۸ سال اسپانیا، زیر ۲۰ سال اسپانیا، زیر ۲۱ سال اسپانیا، و زیر ۲۳ سال اسپانیا بازی کرده‌است.